# Улица Калупес (Рига)
Улица Ка́лупес (латыш. Kalupes iela) — улица в Латгальском предместье города Риги, в историческом районе Московский форштадт. Пролегает в восточном направлении, параллельно железнодорожной линии у центрального вокзала, от улицы Лачплеша до улицы Даугавпилс.

## История
Первоначальным названием улицы было Кладбищенская (нем. Begräbnisstrasse, латыш. Apbedīšanas iela или Bērinieku iela), поскольку она проходила мимо католического кладбища (ныне парк Миера). С 1861 года упоминается в городских адресных книгах с названием Малая Палисадная улица (нем. Kleine Palisadenstrasse, латыш. Mazā Palisādu iela).
В межвоенный период на улице действовало несколько ремесленных мастерских, небольшой молочный завод, два продовольственных магазина и два транспортных предприятия. К началу Второй мировой войны на улице насчитывалось 17 домовладений.
В 1938 году переименована в улицу Калупес, в честь волостного села в Латгале. В годы немецкой оккупации улица носила название нем. Kollbachsche Strasse; в дальнейшем переименований не было. В 1990 году было предложено восстановить название Palisādu iela, но это предложение было отвергнуто.

## Транспорт
Общая длина улицы Калупес составляет 445 метров; первые 170 метров асфальтированы, далее улица замощена булыжником. На всём протяжении разрешено движение в обоих направлениях. Общественный транспорт по улице не курсирует.
В конце улицы имеется подземный переход, ведущий под полотном железной дороги к перекрёстку улиц Сатеклес и Гертрудес. Стены перехода оформлены рисунками характерных пейзажей Московского форштадта.

## Примечательные объекты
- К чётной стороне улицы между домами № 2 и 4 прилегает парк Миера, бывшее католическое кладбище (действовало до 1872 г.).
- Дом № 1 — бывший доходный дом Анны Линде (Фриденфельд) (1934, архитектор Артур Раманс).
- Дом № 3 — бывший доходный дом Ричарда Томсона (1914, архитектор Николай Герцберг).
- Дом № 4 — бывший доходный дом Марии Бомен (1901-1902, архитектор Генрих Девендрус).
- Дом № 5 — жилой дом на 4 квартиры (1936, архитектор Николай Дрезиньш).
- Дом № 6 — деревянный жилой дом, бывший дом рабочего Егора Тимофеевича Захарова (1874).
- Дом № 8 (в глубине двора) — бывший доходный дом Петериса Тауритиса (1901-1902, архитектор К. Пекшенс).
- Дом № 10 — бывший доходный дом Якоба Карклитиса (1899, архитектор Апполон Пилеман)[1].
- Дом № 10а (во дворе) — построен как рабочие казармы Якоба Карклитиса (1898, архитектор Вильгельм Хоффман).
- Дом № 11 — бывший доходный дом Карлиса Удриса (1906-1907, архитектор А. Ванагс). Памятник архитектуры[5].
- Дом № 12 — бывший доходный дом Юлиуса Шварцшульца (1903, архитектор К. Пекшенс)[1].
- Дом № 15 — бывший доходный дом Минны Заубе (1910, архитектор П. Мандельштам). Памятник архитектуры[6].
- Дом № 19а — бывший доходный дом Людвига Нейбурга (1908, архитектор К. Пекшенс).
- Дом № 19 — бывший доходный дом Даниэла Генриха Гофмана (1898-1899, архитектор А. Ашенкампф). Памятник архитектуры[7].
- Дом № 21 — бывшая казарма для железнодорожных рабочих (1858, типовой проект Риго-Динабургской железной дороги)[8].

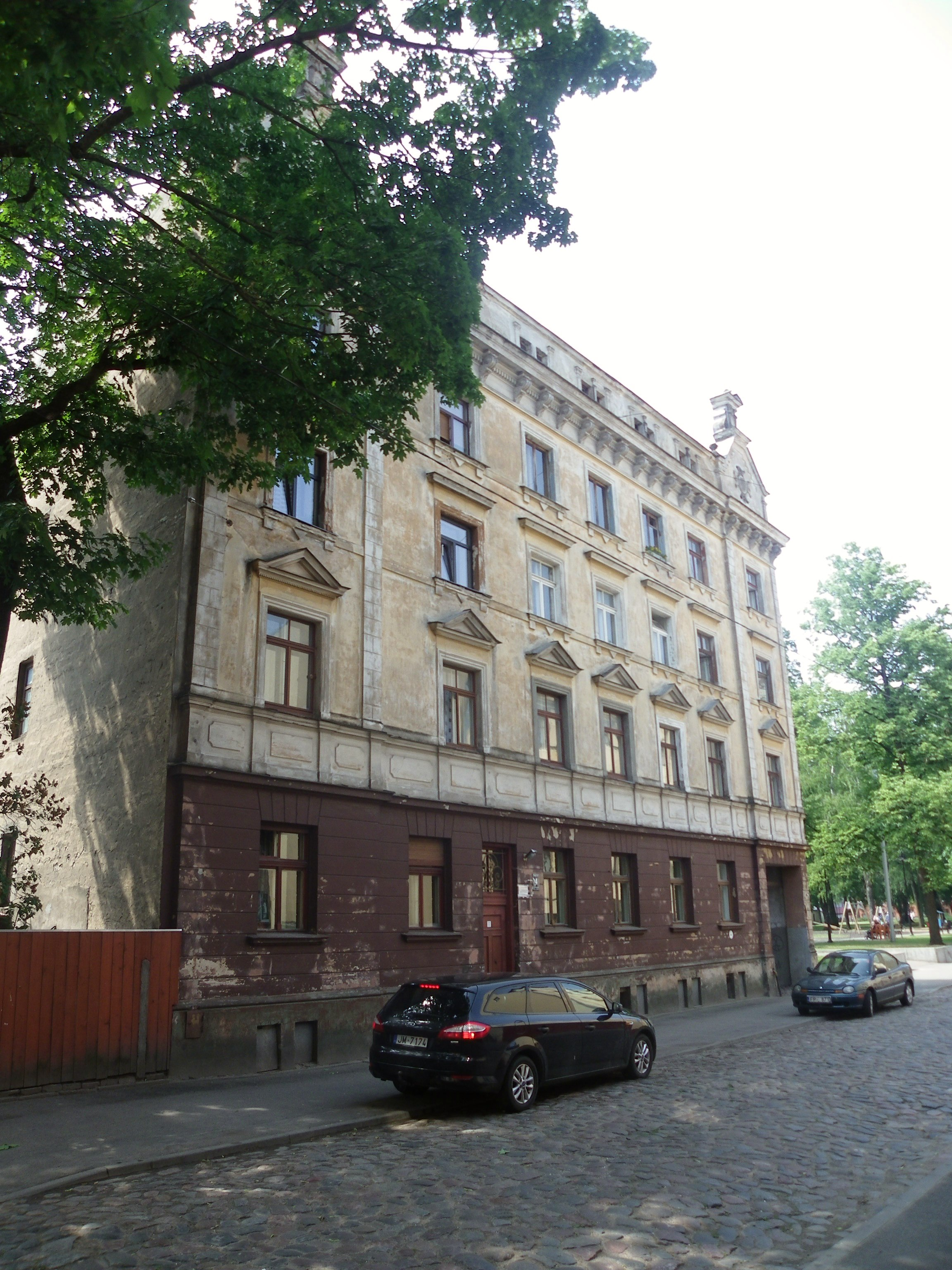
Дом № 4
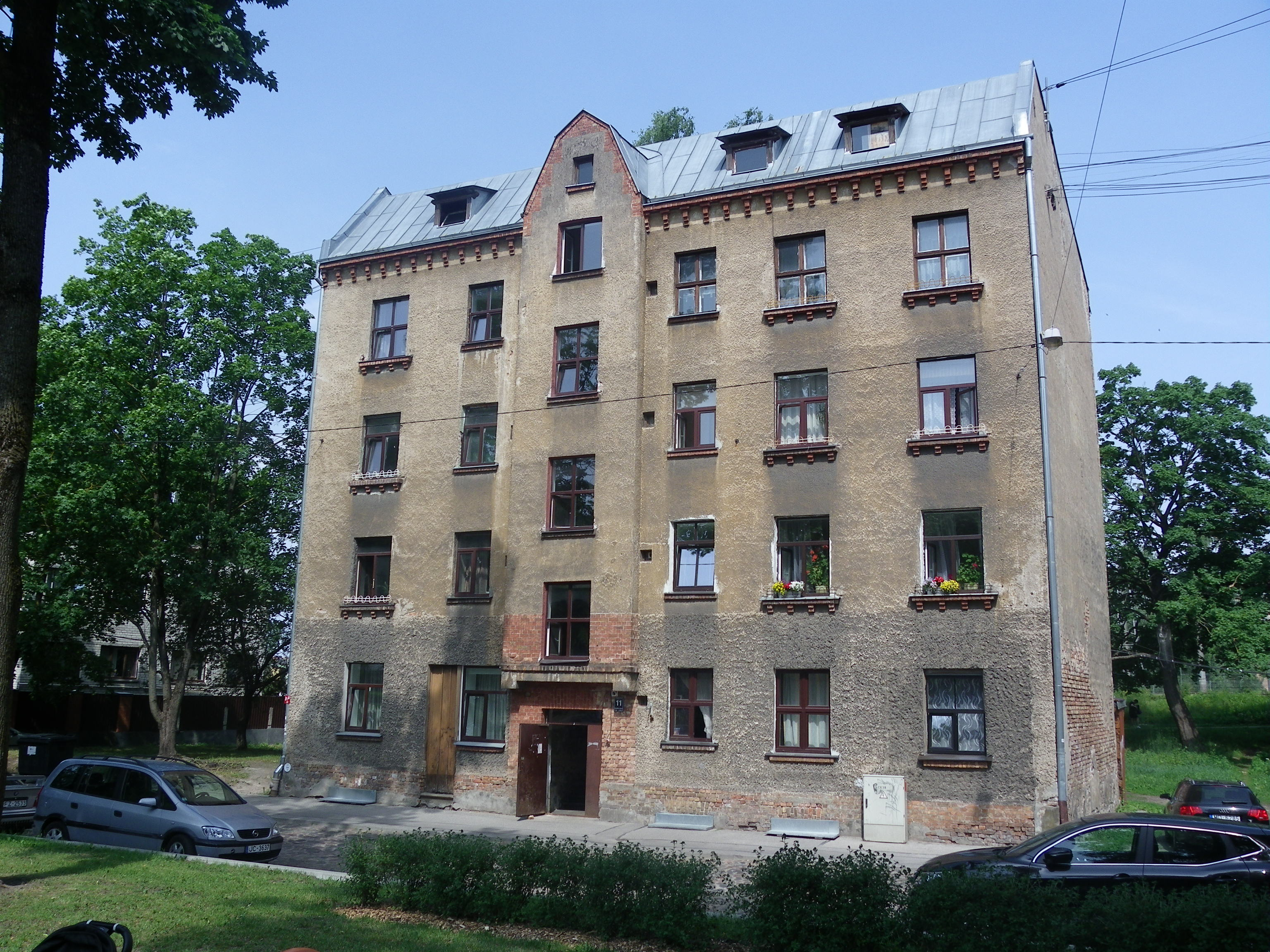
Дом № 11
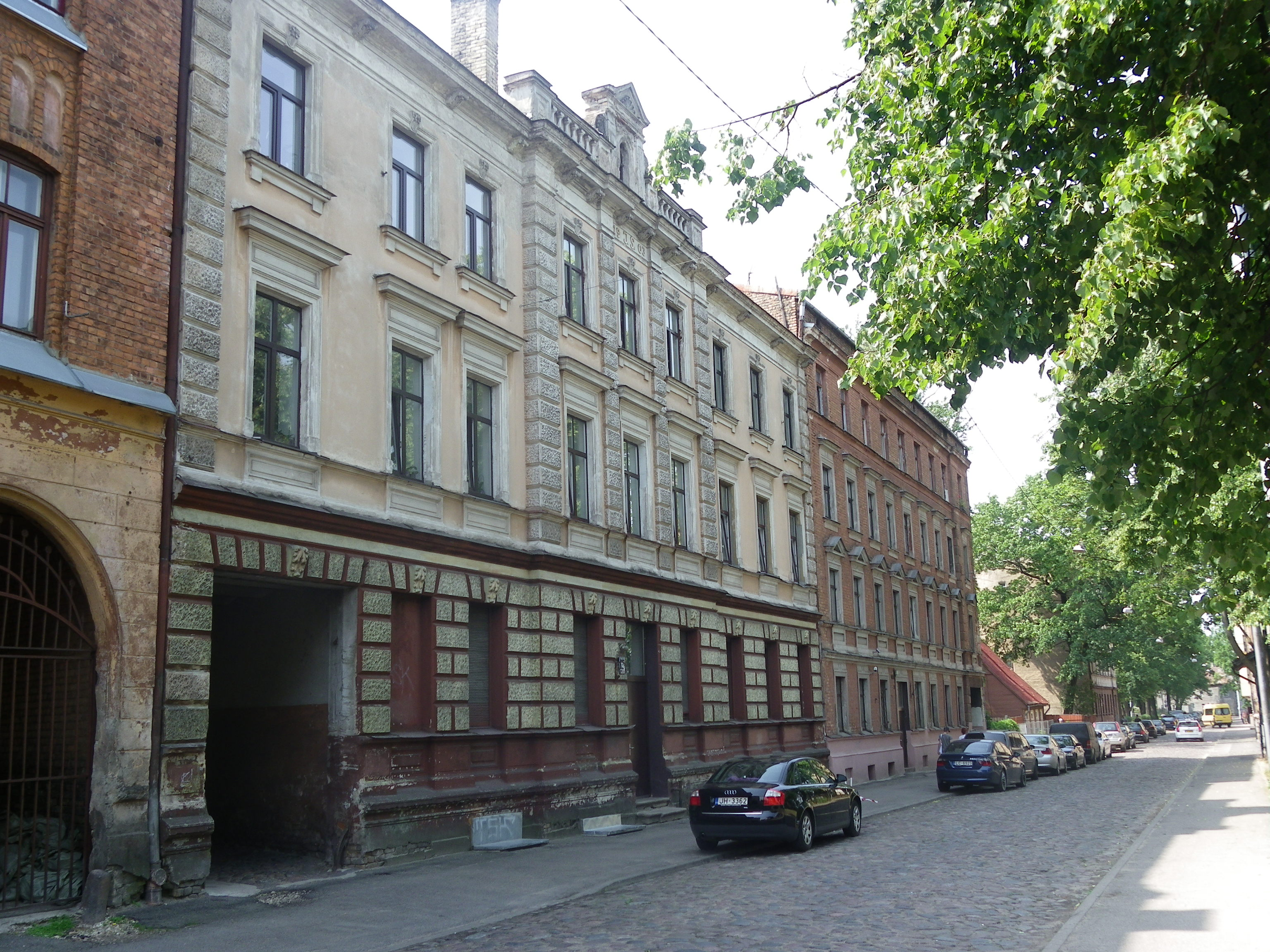
Дома № 12 и 10
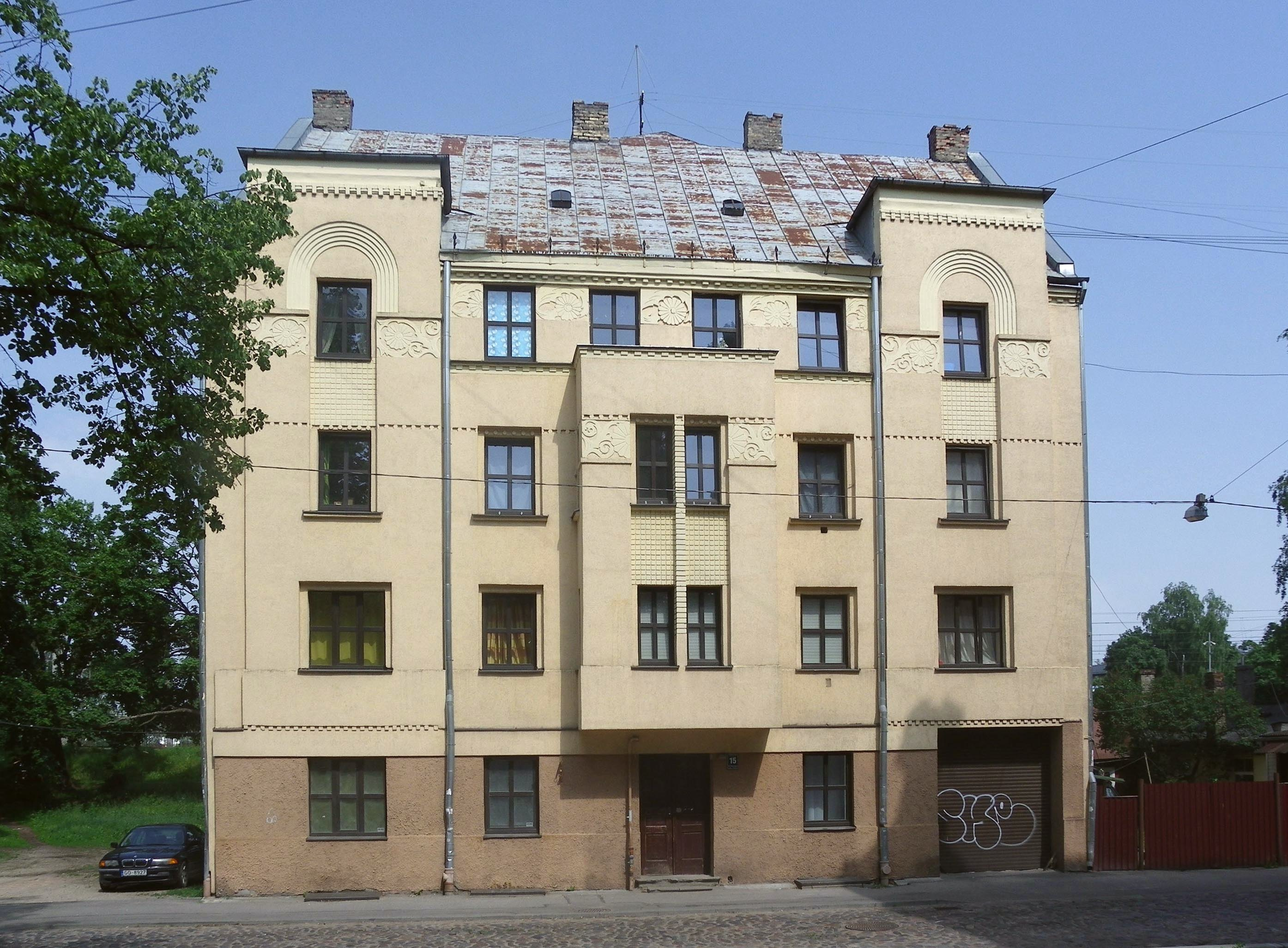
Дом № 15
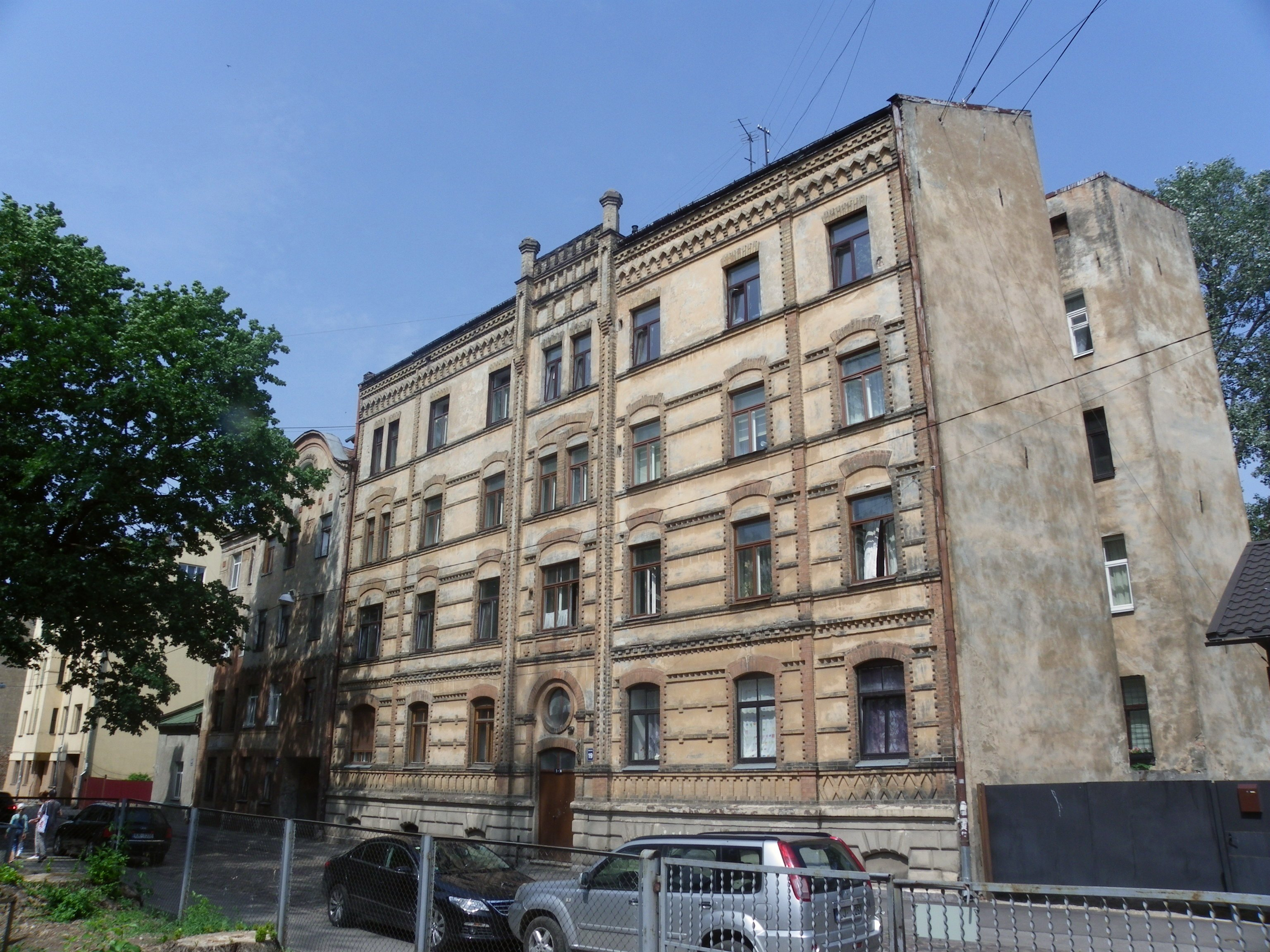
Дом № 19
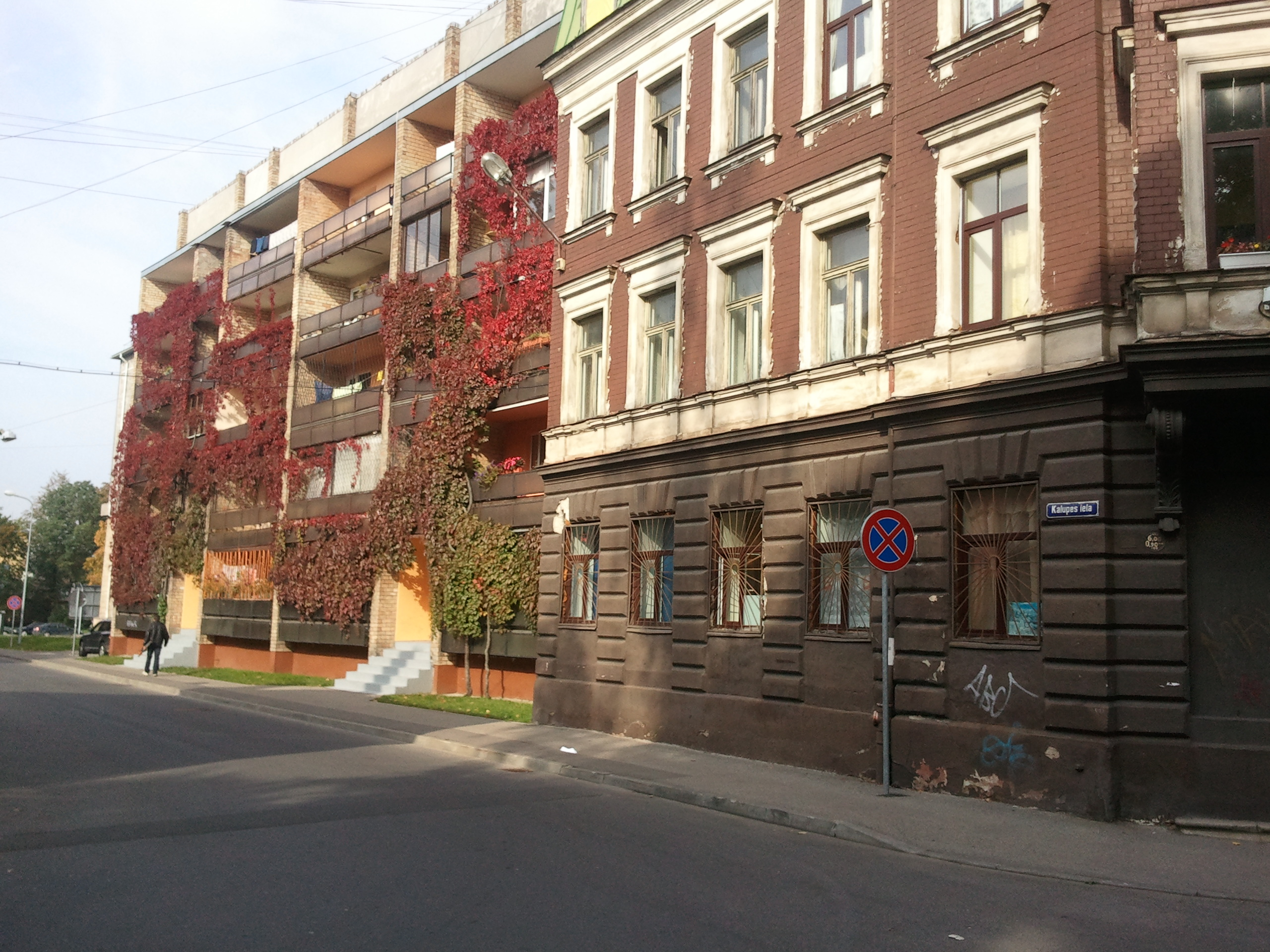
Вид от ул. Католю
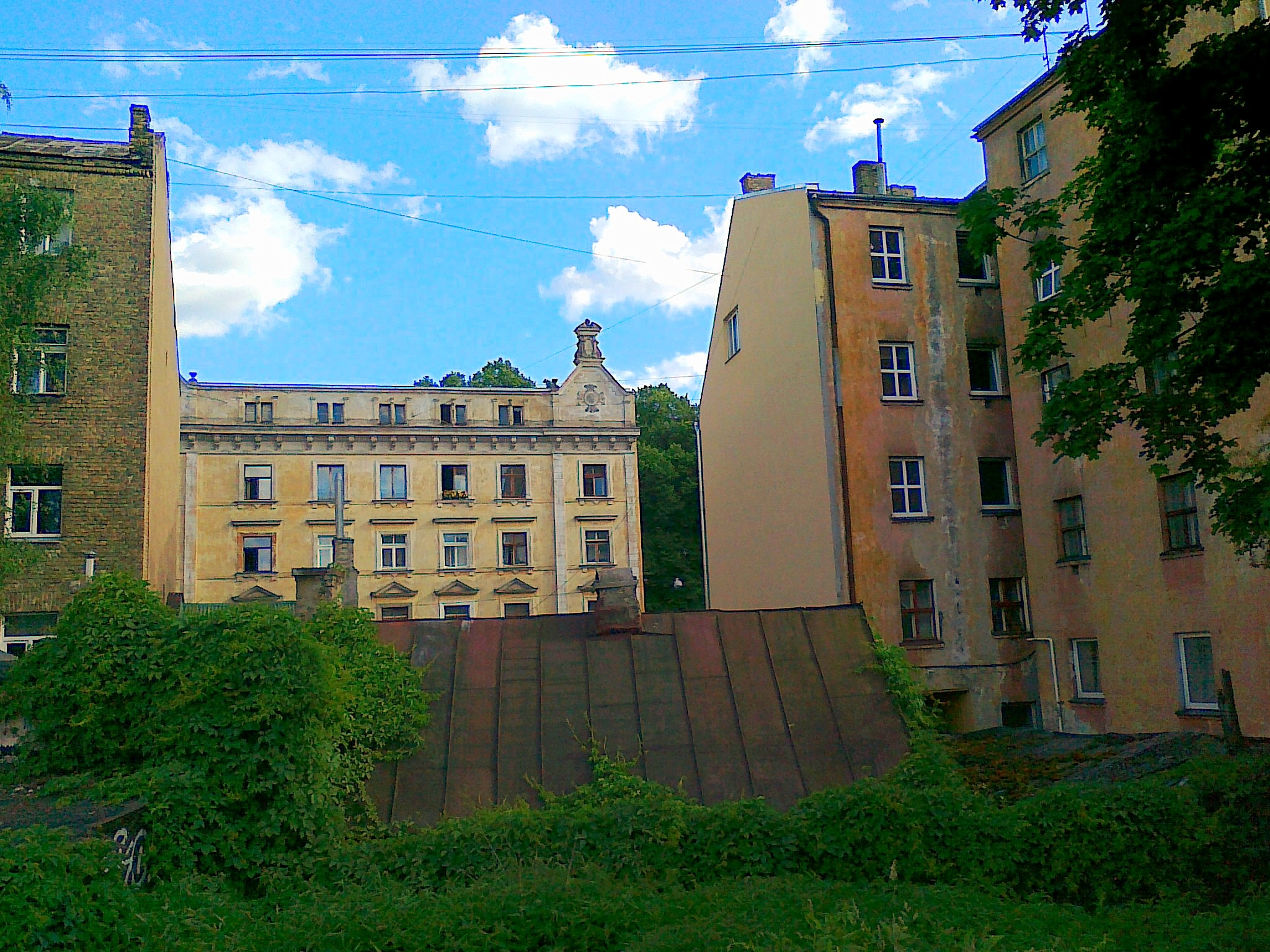
Вид от железной дороги
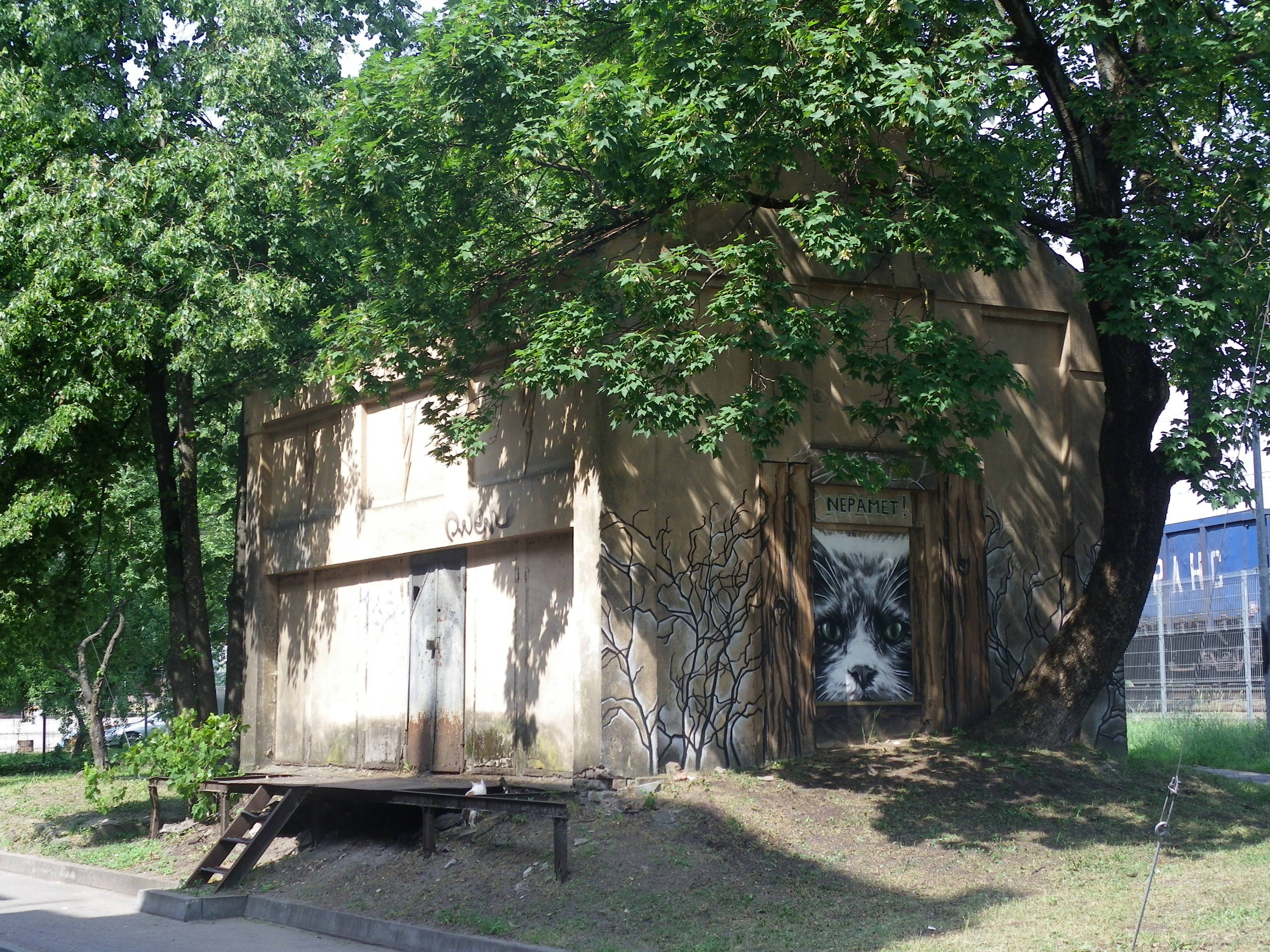
Граффити на трансформаторной будке

## Прилегающие улицы
Улица Калупес пересекается со следующими улицами:
- улица Лачплеша
- улица Краславас
- улица Католю
- улица Даугавпилс